# Wyższa Szkoła Ekonomiczna w Moskwie
Narodowy Uniwersytet Badawczy „Wyższa Szkoła Ekonomiczna”, w literaturze także Narodowy Uniwersytet Badawczy – Wyższa Szkoła Ekonomii (ros. Национальный исследовательский университет «Высшая школа экономики», НИУ ВШЭ) – rosyjski uniwersytet państwowy .
Narodowy Uniwersytet Badawczy Wyższa Szkoła Ekonomiczna został utworzony na mocy dekretu Rządu Rosji z dnia 27 listopada 1992, początkowo jako ośrodek kształcenia magistrów. Pierwsze wydziały studiów magisterskich i licencjackich otwarto w 1993.
Obecnie Wyższa Szkoła Ekonomiczna ma cztery kampusy: w Moskwie (ponad 33 tysiące studentów i doktorantów), w Petersburgu (ponad 6 tysięcy studentów i doktorantów), w Niżnym Nowogrodzie (ponad 3 tysiące studentów i doktorantów) i w Permie (ponad 2 tysiące studentów). Łącznie w tych ośrodkach kształci się ponad 44 tysiące studentów i doktorantów, z czego prawie 4,3 tysiąca to obcokrajowcy. Łączna liczba nauczycieli akademickich i pracowników naukowych wynosi ok. 7 tys. osób.
Wyższa Szkoła Ekonomiczna współpracuje z zagranicznymi uczelniami, szkołami biznesu i ośrodkami naukowo-badawczymi. Obecnie na uczelni obowiązuje 765 umów o współpracy i wymianie studenckiej, a w trakcie realizacji jest 54 programów podwójnego dyplomu. Około 25% zajęć odbywa się w języku angielskim.
Wyniki badań absolwentów wskazują, że odsetek osób podejmujących pracę w ciągu roku od ukończenia studiów wynosi 93%.
Uniwersytet prowadzi nowe formaty uczenia się i nauczania, obejmujące technologie kształcenia na odległość i e-learning. Do tej pory uniwersytet uruchomił na platformie Coursera i Krajowej Platformie Otwartej Edukacji ponad 170 kursów online prowadzonych przez swoich wykładowców. Łączna liczba słuchaczy wynosi ponad 3,2 miliona osób.
Jednym z głównych obszarów działalności uczelni jest realizacja szerokiego spektrum badań podstawowych. Co roku na uniwersytecie realizowanych jest ponad 140 projektów z zakresu badań podstawowych.
Wyższa Szkoła Ekonomiczna przez cały okres swojego istnienia aktywnie współpracowała z instytucjami rządowymi i organizacjami realnego sektora gospodarki, prowadząc badania naukowe stosowane. W 2019 roku uczelnia przeprowadziła 436 badań aplikacyjnych, a dochód z zamówień zewnętrznych wyniósł ponad 1,5 mld rubli.
Oprócz badań stosowanych i podstawowych, uczelnia prowadzi badania monitoringowe w głównych obszarach rozwoju gospodarczego i społecznego: edukacji, ochronie zdrowia, nauce i innowacjach, sektorze usług intelektualnych, przedsiębiorstwach realnego sektora gospodarki, społeczeństwie obywatelskim i zachowaniach gospodarstw domowych.
Ważnym obszarem badań uczelni jest długoterminowe prognozowanie rozwoju nauki, techniki i innowacji w oparciu o metody foresight. Wyniki tych badań stały się podstawą dokumentów strategicznych i prognostycznych dla szeregu sektorów gospodarki, społeczeństwa i dużych przedsiębiorstw.
Uniwersytet jest wiodącym ośrodkiem eksperckim i analitycznym Prezydenta Federacji Rosyjskiej i Rządu Federacji Rosyjskiej, ułatwiającym opracowywanie projektów ustaw, programów państwowych i strategii zarówno na szczeblu federalnym, jak i regionalnym. Ponadto Wyższa Szkoła Ekonomiczna udziela wsparcia informacyjnego, analitycznego i eksperckiego działalności Administracji Prezydenta Federacji Rosyjskiej, Biura Rządu Federacji Rosyjskiej oraz decyzjom federalnych organów wykonawczych. 23 przedstawicieli uczelni jest członkami 10 komisji rządowych i ponad 30 grup roboczych działających przy rządzie.
Przychody uniwersytetu w 2019 r. wyniosły 24,3 mld rubli (bez uwzględnienia inwestycji kapitałowych), a wydatki wyniosły 24,2 mld rubli. Jednocześnie 65% całości wydatków uczelni stanowiły środki przeznaczone na wynagrodzenia pracowników uczelni, w tym w ramach różnych instrumentów rozwoju akademickiego (dodatki naukowo-dydaktyczne, program rekrutacji międzynarodowej, projekty badawcze i inne programy uniwersyteckie).
Wyższa Szkoła Ekonomiczna jest źródłem pomysłów i projektów, które kształtują przestrzeń społeczną i kulturalną miasta. „Uniwersytet Otwarty na Miasto” to jeden z projektów Wyższej Szkoły Ekonomicznej, działającej przy Narodowej Akademii Nauk. Uniwersytet organizuje wykłady nauczycieli, kursy mistrzowskie, wystawy, festiwale i wydarzenia edukacyjne, które regularnie odbywają się w Moskwie. Od 2012 roku w ramach projektu odbyło się ponad 450 wykładów.
Uniwersytet w Petersburgu organizuje wykłady z nauk społecznych w najpopularniejszej przestrzeni kreatywnej miasta, New Holland. Na uniwersytecie odbywają się także „Dialogi” – publiczne dyskusje znanych osób na aktualne tematy. W 2018 roku, z okazji 20-lecia istnienia kampusu, zorganizowano cykl otwartych wykładów z udziałem czołowych rosyjskich i zagranicznych ekspertów.
Projekty „Środowisko kulturowe” i „Czwartek naukowy” są realizowane w kampusie w Niżnym Nowogrodzie. Pierwsza z nich obejmuje wystawy artystów, wieczory muzyczne, spotkania z wybitnymi osobistościami kultury, dyskusje o muzyce i inne wydarzenia, druga zaś – wykłady otwarte o szerokiej tematyce.
Permski kampus umożliwia udział w otwartych sesjach Klubu Muzyki Klasycznej „Music Box”, Klubu Salonu Literackiego, Klubu Berkiana, gdzie omawiane są problemy konserwatyzmu i nowoczesności, oraz Niezależnego Klubu Filmowego .

## Sankcje nałożone na uczelnię
22 września 2023, w związku z inwazją Rosji na Ukrainę, uczelnia została dodana do kanadyjskiej listy sankcji wobec organizacji zaangażowanych w deportację ukraińskich dzieci do Rosji, a także za tworzenie i rozpowszechnianie dezinformacji i propagandy. Wcześniej, 9 czerwca 2022, została wpisana na listę sankcji Ukrainy.